# Jörg Friedrich (historicus)

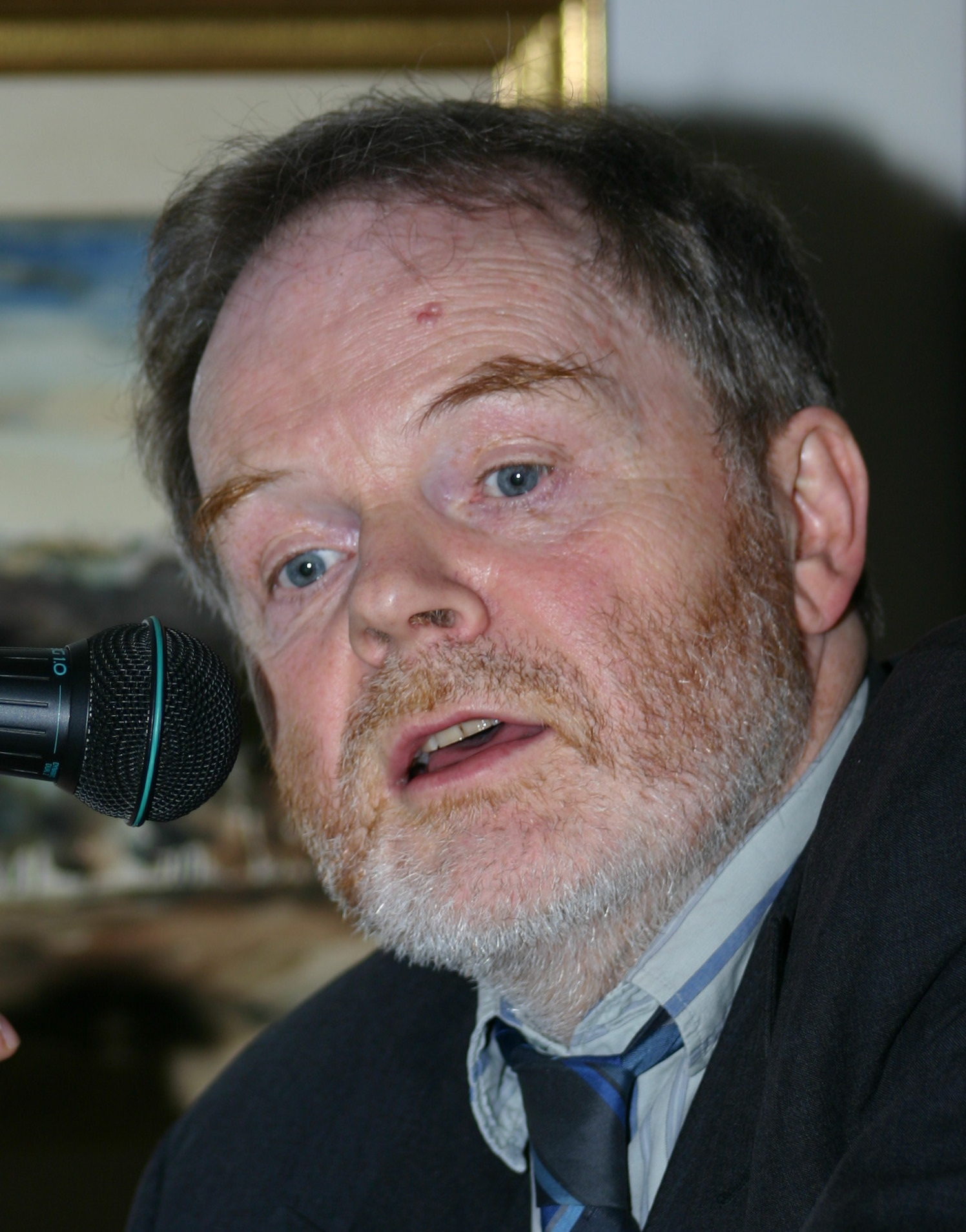
Jörg Friedrich (2005)

Jörg Friedrich (Kitzbühel (Oostenrijk), 17 augustus 1944) is een Duitse historicus.
Jörg Friedrich heeft veel geschreven over de Tweede Wereldoorlog en over de wijze waarop de Duitsers na het eind van de oorlog met hun verleden zijn omgegaan.
In 2002 publiceerde hij het boek Der Brand. Deutschland im Bombenkrieg 1940-1945 over de geallieerde bombardementen op Duitsland in de loop van de Tweede Wereldoorlog. Dit ook in het Nederlands vertaalde werk leidde zowel in Duitsland als daarbuiten tot felle discussies tussen historici.
In 1995 ontving Friedrich een eredoctoraat van de Universiteit van Amsterdam.